# Майкл Хаас
Майкл Гаас (англ. Michael Haas; нар. 26 березня 1938, Детройт, штат Мічиган, США) — американський політолог.

## Професійна кар'єра
Майкл Гаас народився 26 березня 1938 року в Детройті, Мічиган. 1950 року він переїхав до Лос-Анджелеса, де закінчив середню школу Жозефа Ле Конте та Голлівудську середню школу (1956 р.).
1959 року отримав диплом бакалавра у Стенфордському університеті. 1960 року здобув ступінь магістра мистецтв Єльського університету, а 1964 року - ступінь доктора філософії в Стенфорді. Усі ступені Майкл Гаас здобув у сфері політології.
Під керівництвом Роберта С. Сера, доктора філософії, він написав дисертацію, присвячену соціологічним зв'язкам міжнародної політичної поведінки. Протягом останнього року роботи на докторському ступені, з 1963 по 1964 рік, частково викладав у Державному університеті штату Сан-Хосе. Потім мав постійну роботу в головному кампусі Гавайського університету в Долині Мано, Гонолулу. Тут він працював спочатку доцентом, а згодом професором, з 1964 по 1971 рік.
Перебуваючи на факультеті в Гонолулу, він також обіймав тимчасові посади в Північно-західному університеті, Університеті Пердью, Каліфорнійському університеті (Риверсайд), Державному університеті Сан-Франциско, Філіппінському університеті та Лондонському університеті.
Його науково-дослідницькі призначення включають Консультацію Інституту навчань та досліджень (UNITAR) в Економічній комісії Організації Об'єднаних Націй для Азії й Тихоокеанського регіону в Бангкоку 1971 року та Фулбрайтівського наукового товариства при Інституті досліджень Південно-Східної Азії в Національному університеті міста Сінгапур у кампусі 1987 року.
1998 року він вирішив достроково вийти на пенсію і повернувся до Лос-Анджелеса.  
Протягом наступного десятиліття він обіймав тимчасові посади в:  
- університеті Лойоли Маримунт;
- Каліфорнійському державному університетові (Фуллертон);
- Каліфорнійському державному університетові (Лос-Анджелес);
- Каліфорнійському політехнічному університетові (Помона),
- коледжі Ріо-Гондо[en],
- Коледжі каньйонів та Західному коледжі.

У грудні 2008 року пішов у відставку з останньої престижної посади, щоб завершити книгу "Джордж В. Буш Військовий злочинець? Відповідальність адміністрації Буша за 269 воєнних злочинів" (2009 рік).